# Conduite de nuit

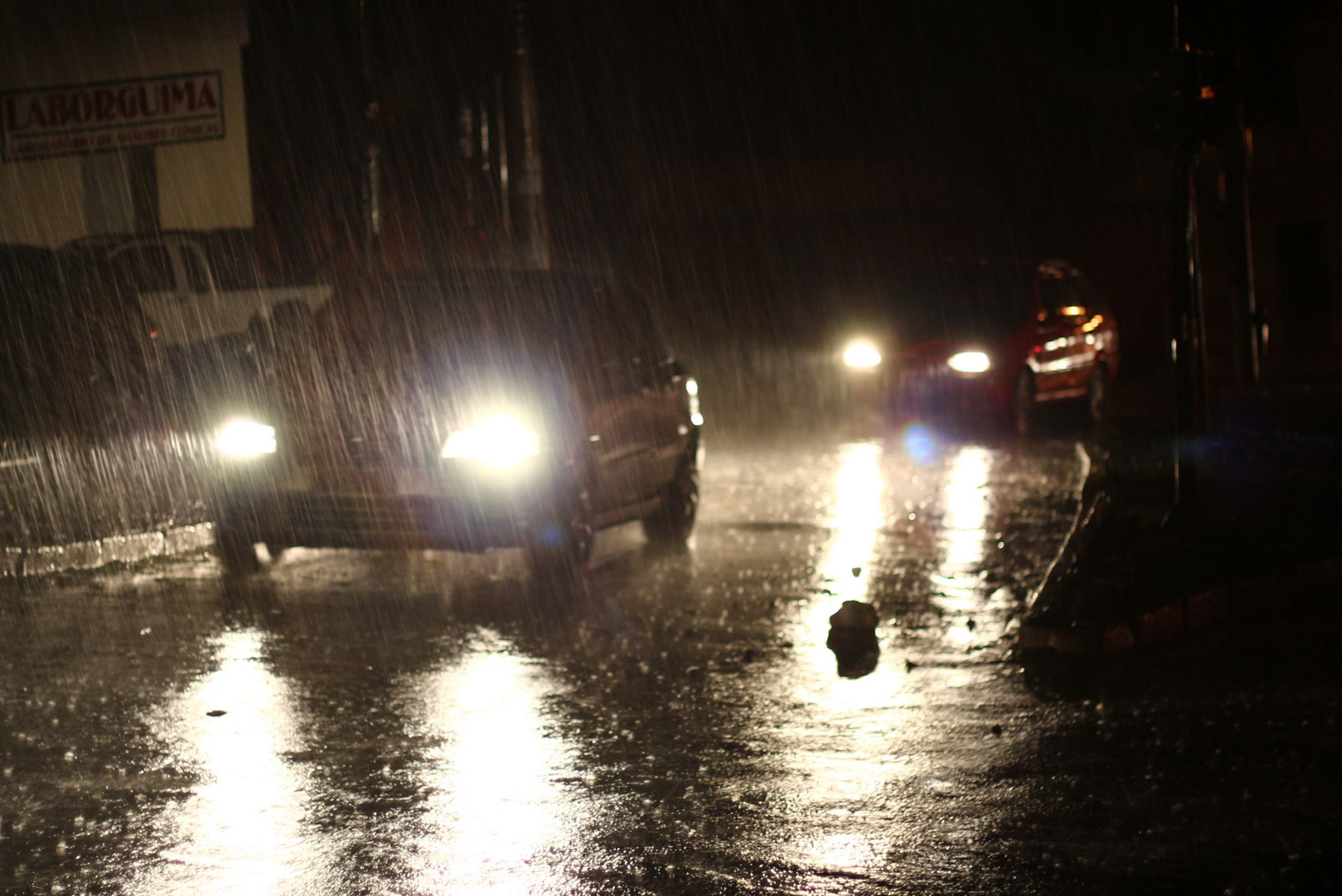
Des automobiles roulant de nuit sous la pluie.

La conduite de nuit est l'ensemble des règles particulières à appliquer lors de la conduite d'un véhicule dans l'obscurité, ou plus exactement quand la luminosité du jour diminue de façon significative, réduisant la vision du conducteur et des autres usagers de la route, ce qui impose au minimum l'usage des feux pour une conduite sécurisée.
Les principales difficultés de ce mode de conduite sont dues à la diminution de la visibilité et la baisse de la vigilance (chronobiologie). Les conséquences sont une vision moins bonne des panneaux, des autres véhicules, des autres usagers, des usagers vulnérables, des piétons, des animaux, et des autres obstacles et d'importants risques d'éblouissement.

## Utilisation desphares
La conduite de nuit nécessite l'utilisation :
- Des feux de croisement (qui éclairent à 30 m minimum) si l'on suit ou croise un autre usager ou si l'on roule en ou hors agglomération éclairée ; en France, dans les agglomérations éclairées, l'usage des feux de position seuls (visibles à 150 m mais n'éclairant pas la chaussée) est encore admis en cas d'intempéries, mais il est proscrit dans beaucoup de pays européens.
- Des feux de route (qui éclairent à environ 100 m minimum) dans les autres cas, c'est-à-dire lorsque la route n'est pas éclairée et qu'on est seul sur la route. Lorsqu'on croise ou suit un autre usager il faut repasser en feux de croisement. La nuit par temps clair, sur les routes étroites et sinueuses, les feux de route peuvent être complétés par les feux avant de brouillard ; il faudra aussi les enlever pour croiser ou suivre un autre usager.

## Équipement intérieur

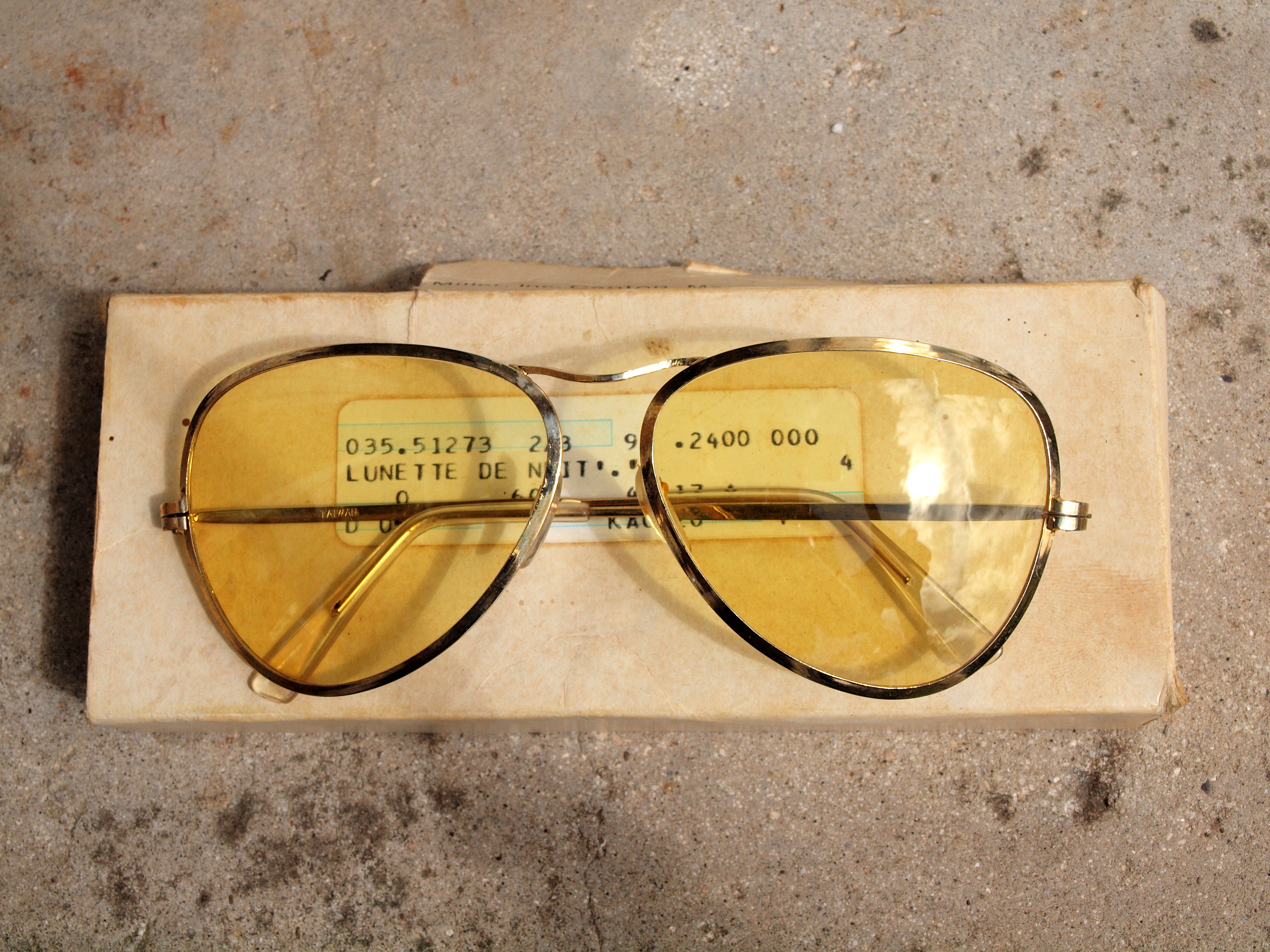
Lunettes de conduite nocturne

La plupart des rétroviseurs intérieurs disposent d'un réglage « nuit » qui permet de diminuer les risques d'éblouissement lorsqu'un véhicule arrive derrière soi avec les phares allumés.
Il se propose sur le marché des lunettes à verre jaune anti-reflet pour la conduite nocturne.

## Risques accrus

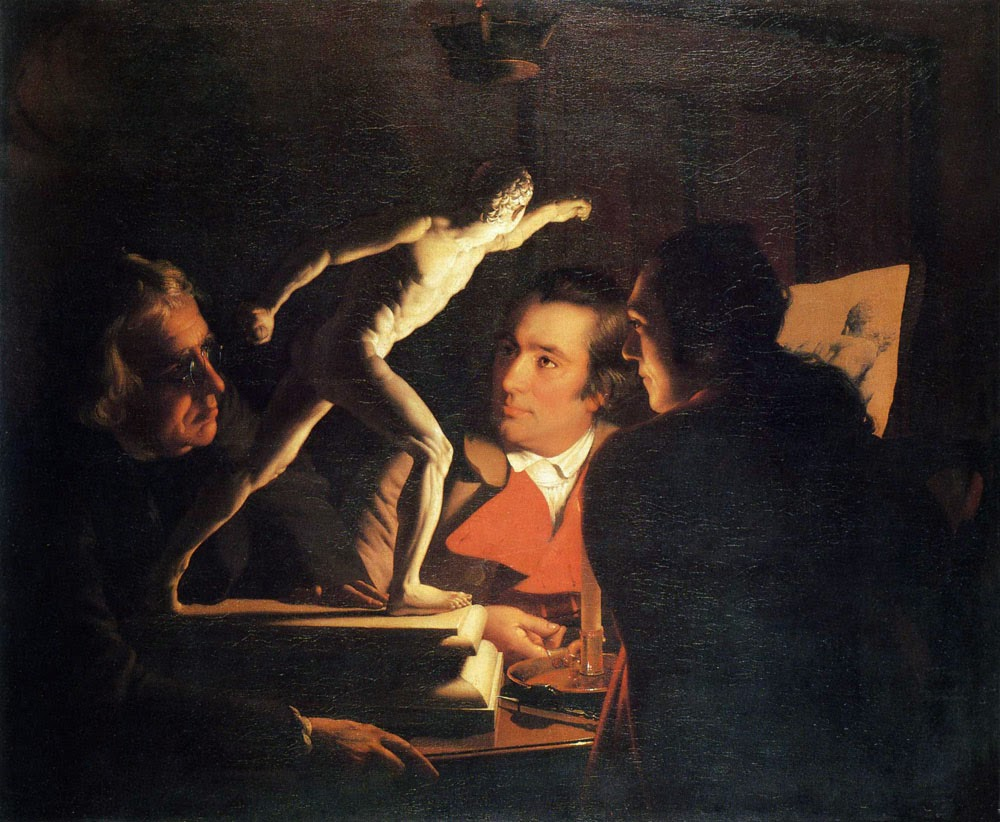
Visibilité relative selon le tableau Three Persons viewing the Borghese Gladiator by candlelight, de Joseph Wright of Derby, 1765

Les risques supplémentaires à la tombée de la nuit sont pour l'essentiel :
- La baisse de la vigilance ou la somnolence.
- L'appréciation faussée des perspectives.
- L'éblouissement par le brusque passage de la pénombre à la vive lumière des phares du véhicule croisé.
- Le point noir lors du passage de la lumière à la pénombre.
- Une faible visibilité : la prise de conscience des obstacles, piétons animaux et autres usagers non éclairés seulement à leur entrée dans le faisceau des phares (environ cent mètres), ou des feux de croisement (environ 30 mètres) peut nécessiter une vitesse adaptée. Des limitations de vitesse spécifiques à la conduite de nuit existent au Montana et aux Pays-Bas.
- La présence accrue des animaux sauvages ou domestiques errants.

## Règles particulières
Dans certains pays européens[Lesquels ?], la conduite de nuit commence à s'appliquer un certain temps avant le coucher du soleil et continue à s'appliquer également un certain temps après son lever.

## Heure d'hivers d'Europe centrale en France
En France en hiver, à l'occasion de l'utilisation de l'heure d'hiver d'Europe centrale, la mortalité des piétons et des cyclistes augmente de 50% entre 17h et 18h, et de 18% entre 7h et 9h.
La moitié des piétons tués chaque année le sont sur les quatre mois d’octobre à janvier.
Certains sites donnent des conseils aux piétons et aux cyclistes pour rester visibles, et aux automobilistes pour éviter l'accident.

## Limitations biologiques de la vue humaine
La nuit a un effet sur la vision: elle diminue la perception de profondeur (distance), altère la perception des couleurs et limite la vision périphérique.
De même, les conducteurs de plus de 50 ans ont besoin d'un éclairage double pour voir aussi bien que des personnes de 30 ans.

## Apprentissage
Les différences entre la conduite de jour et la conduite de nuit sont considérés comme un sujet entrant dans le cadre de l'examen du permis de conduire européen par la Directive 2006/126/CE.